# El final de la violència
El final de la violència (títol original: The End of Violence) és una pel·lícula estatunidenca dirigida per Wim Wenders, estrenada el 1997. Ha estat doblada al català. També presenta una banda sonora amb la signatura de col·laboradors regulars Wenders (Jon Hassell, Ry Cooder, i Bono). La pel·lícula va ser lloada per uns pocs crítics selectes, però tenia mala acollida pel públic. Es va presentar al Festival de Cannes de 1997. La pel·lícula va tenir un pressupost de 5 milions de dòlars, i en va recaptar només 386.673 a la taquilla estatunidenca.
Com moltes altres pel·lícules americanes de Wenders, la pel·lícula va ser rodada en localitzacions múltiples, per exemple el Griffith Observatory al Griffith Park i el Santa Monica Pier.
Una escena a la pel·lícula mostra una recreació en viu de la pintura Nighthawks d'Edward Hopper.

## Argument
Tot li va bé al productor multimèdia Mike Max fins al dia en què la seva ajudanta l'informa que un informe confidencial dl'FBI ha aterrat a la seva bústia mentre que Page, la seva dona, amenaça de deixar-lo... En aquesta pel·lícula, Wim Wenders continua la seva reflexió sobre el poder de les imatges i de les històries.

## Repartiment
- Traci Lind: Cat
- Rosalind Chao: Claire
- Bill Pullman: Mike Max
- Andie MacDowell: Page
- K. Todd Freeman: Six O One
- Gabriel Byrne: Ray Bering
- Chris Douridas: tècnic
- Pruitt Taylor Vince: Frank Cray
- John Diehl: Lowell Lewis
- Soledad St. Hilaire: Anita
- Nicole Ari Parker: Ade
- Daniel Benzali: Brice Phelps
- Samuel Fuller: Louis Bering
- Marshall Bell: Xèrif Call
- Frederic Forrest: Ranger MacDermot

## Premis i nominacions

### Nominacions
- 1997. Palma d'Or